# Allendale (Nueva Jersey)
Allendale es un borough ubicado en el condado de Bergen en el estado estadounidense de Nueva Jersey. En el año 2000 tenía una población de 6.699 habitantes y una densidad poblacional de 829.0 personas por km².

## Geografía
Allendale se encuentra ubicado en las coordenadas 41°1′58″N 74°8′2″O / 41.03278, -74.13389.

## Demografía
Según la Oficina del Censo en 2000 los ingresos medios por hogar en la localidad eran de $105,704 y los ingresos medios por familia eran $113,390. Los hombres tenían unos ingresos medios de $88,210 frente a los $50,781 para las mujeres. La renta per cápita para la localidad era de $47,772. Alrededor del 1.8% de la población estaba por debajo del umbral de pobreza.